# John Liebenberg
John Liebenberg (1958 Johannesburg – 16. února 2020 Johannesburg) byl jihoafrický fotoreportér, známý dokumentováním boje za nezávislost v Namibii. Byl jedním ze zakládajících zaměstnanců a fotografů deníku The Namibian.

## Životopis
Narodil se v roce 1958 v Johannesburgu v Jižní Africe.
Liebenberg byl zavedeným zpravodajem, jehož díla byla vystavována v Africe a Evropě. Zdokumentoval Občanskou válku v Rhodesii která předcházela nezávislosti Namibie v roce 1990, Liebenberg také pracoval jako fotograf v Angolské občanské válce a později působil jako fotožurnalista a nezávislý fotograf v Jižní Africe.
Byl přijat do nemocnice v Johannesburgu poté, co si zlomil nohu po pádu 10. února 2020. V nemocnici zemřel 16. února ve věku 61 let v důsledku komplikací po operaci.